# Église Santa Costanza
L'église Sainte-Constance (en italien : chiesa di Santa Costanza), plus connue comme mausolée de Sainte Constance (mausoleo di Santa Costanza), est une église du IVe siècle située à Rome, sur la via Nomentana, en Italie. Datant du IVe siècle, elle est un des exemples les mieux conservés de l'architecture paléochrétienne à Rome.

## Description
Construite à la demande de l'empereur romain Constantin Ier, l'église Santa Costanza est un mausolée pour sa fille Constance (Costanza). Une autre fille de Constantin, Hélène, y est également enterrée.
Conçue comme un mausolée, elle est, avec le Saint-Sépulcre de Jérusalem, un des exemples les plus primitifs d'église à plan centré parvenu jusqu'à nos jours. Les douze doublets de colonnes géminées en granite gris et rose, avec des chapiteaux et entablements de marbre, supportent à eux seuls un tambour épais et une coupole massive.
Les mosaïques paléochrétiennes de la voûte du déambulatoire et des culs-de-four des absidioles sont aussi dans un excellent état de conservation, et sont un exemple du style de la mosaïque du Bas Empire au IVe siècle, dans son évolution vers ce que deviendra plus tard la mosaïque byzantine. La coupole en revanche, même si elle est d'époque, a perdu tout son décor d'origine. On peut observer des mosaïques de la même période sur la coupole de la Rotonde de Galère à Thessalonique. Les parties verticales (murs du déambulatoires, arcades, tambour du dôme) étaient à l'origine recouverts de riches opus sectile (marqueterie de marbres polychromes), qui ont perduré jusqu'à la Renaissance où ils ont été retirés pour être remplacés par une décoration de style Renaissance, elle même supprimée lors d'une restauration du XIXe siècle visant à retrouver la structure paléochrétienne, ce qui laissa les murs en brique nue que l'on voit aujourd'hui.
L'église abritait autrefois le sarcophage monumental de Constance, un fastueux ouvrage en porphyre rouge. Mais celui-ci est aujourd'hui exposé aux musées du Vatican.

## Galerie

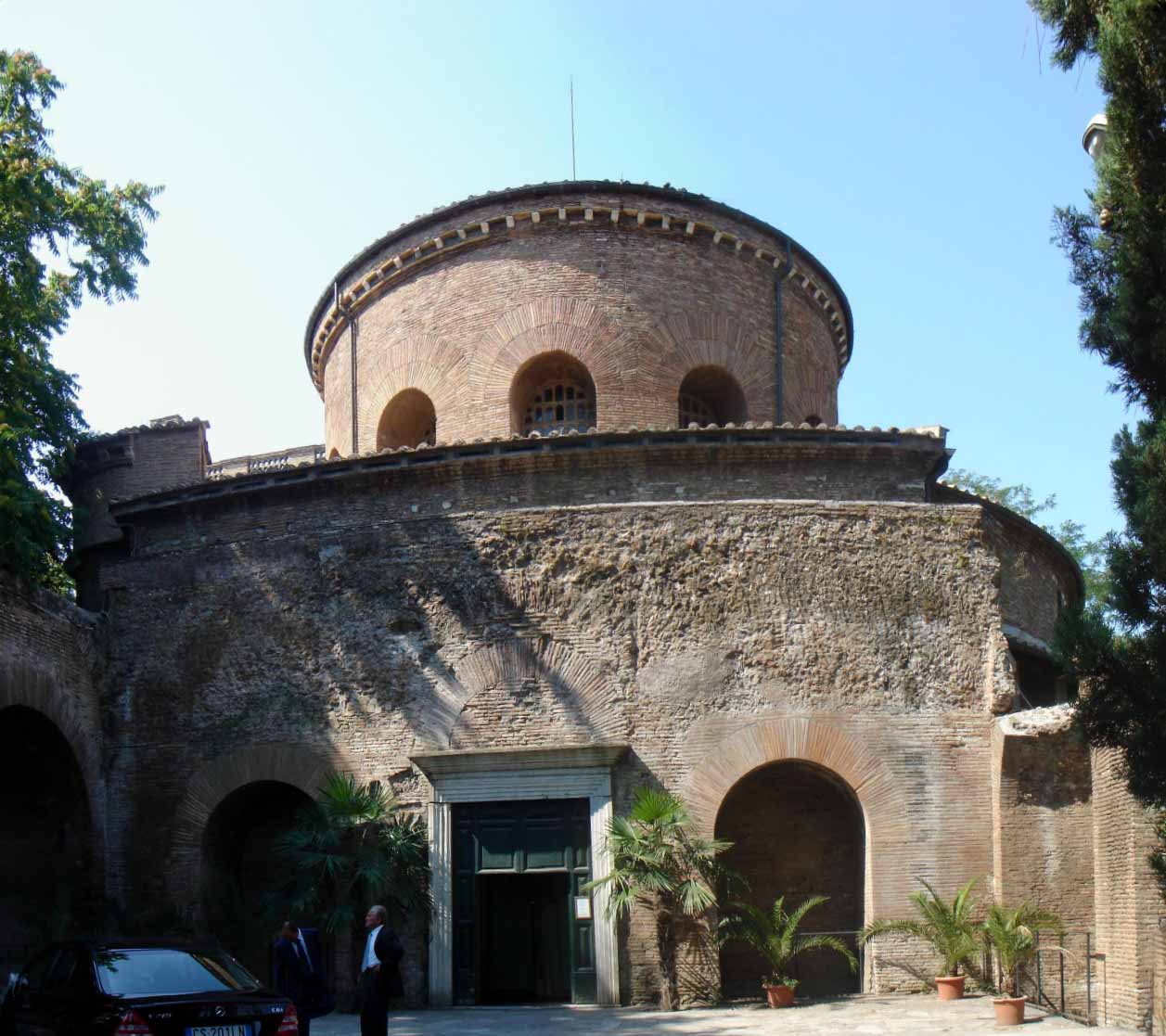
Extérieur paléochrétien.
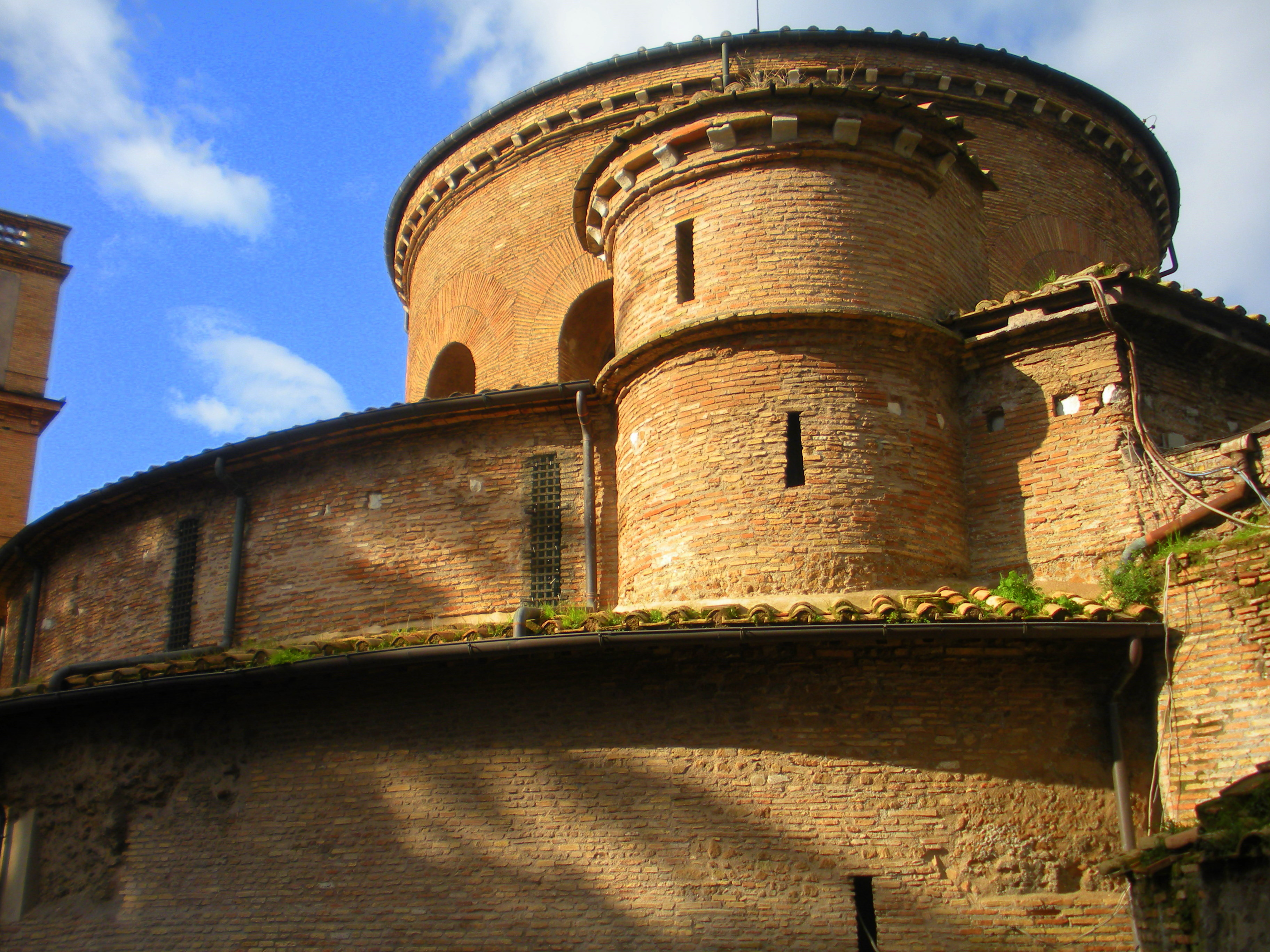
Détails.
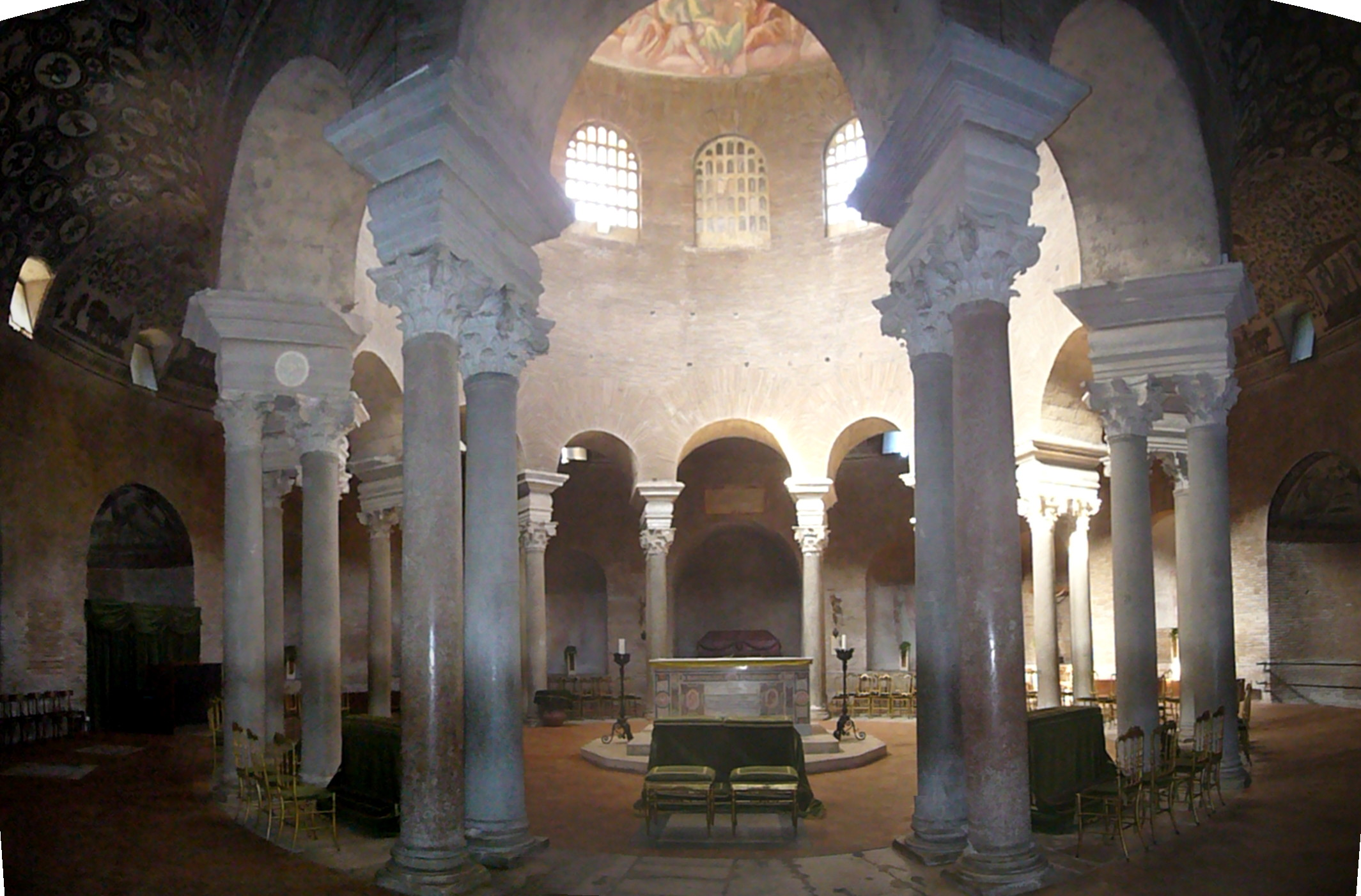
Vue générale de l'intérieur. 24 colonnes supportent seules l'épais tambour et la coupole.
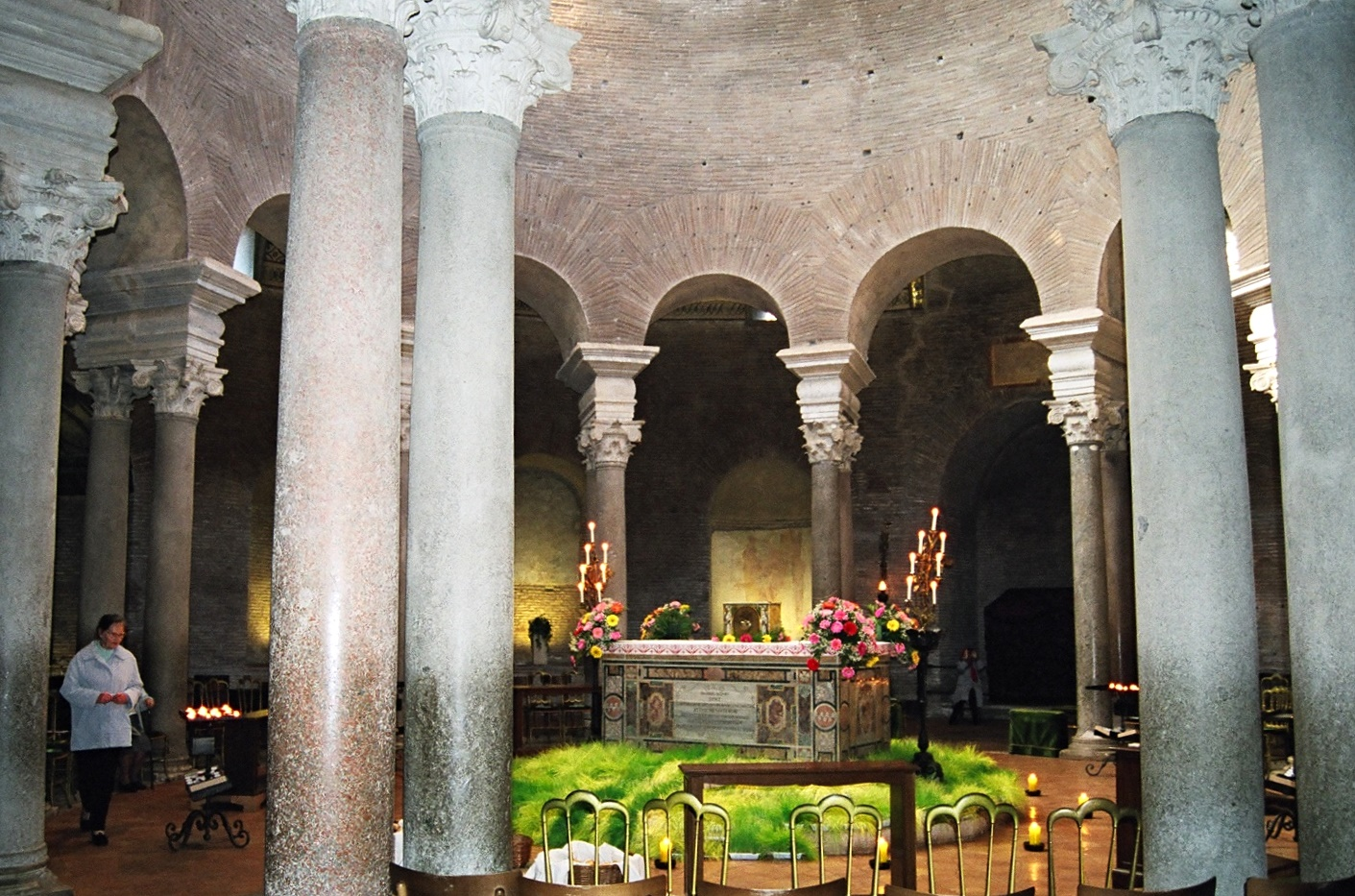
L'autel au centre, bien éclairé grâce aux grandes fenêtres du tambour.
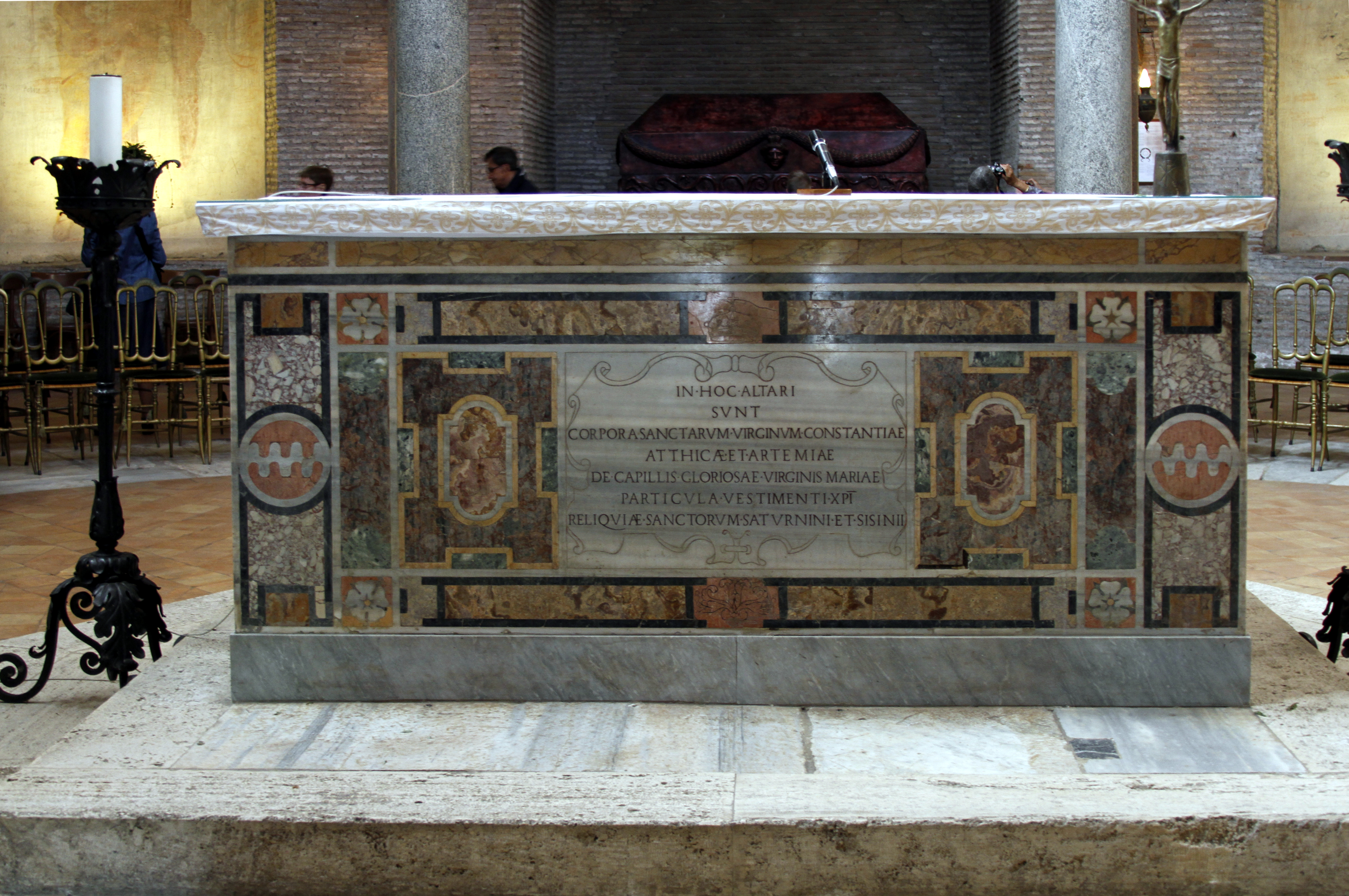
L'autel.
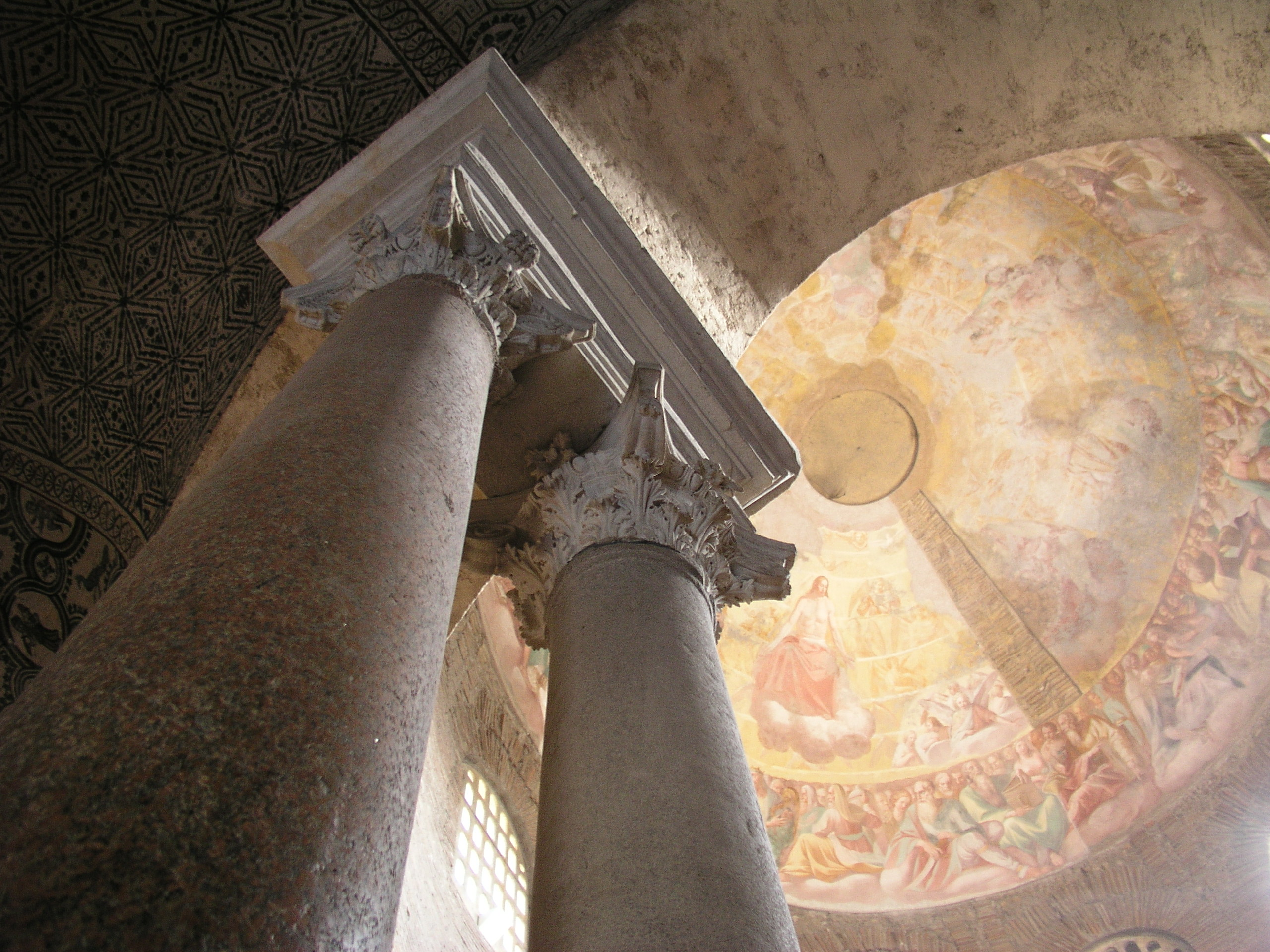
Colonnes en granite rose et gris, chapiteaux en marbre blanc.
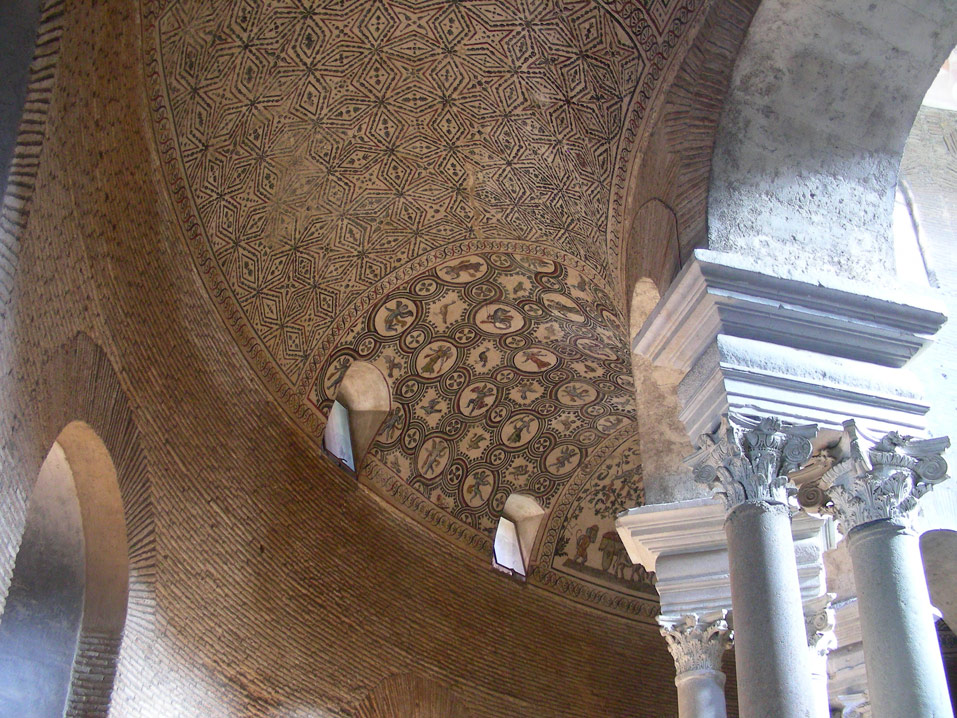
Le déambulatoire et sa voûte à mosaïques.
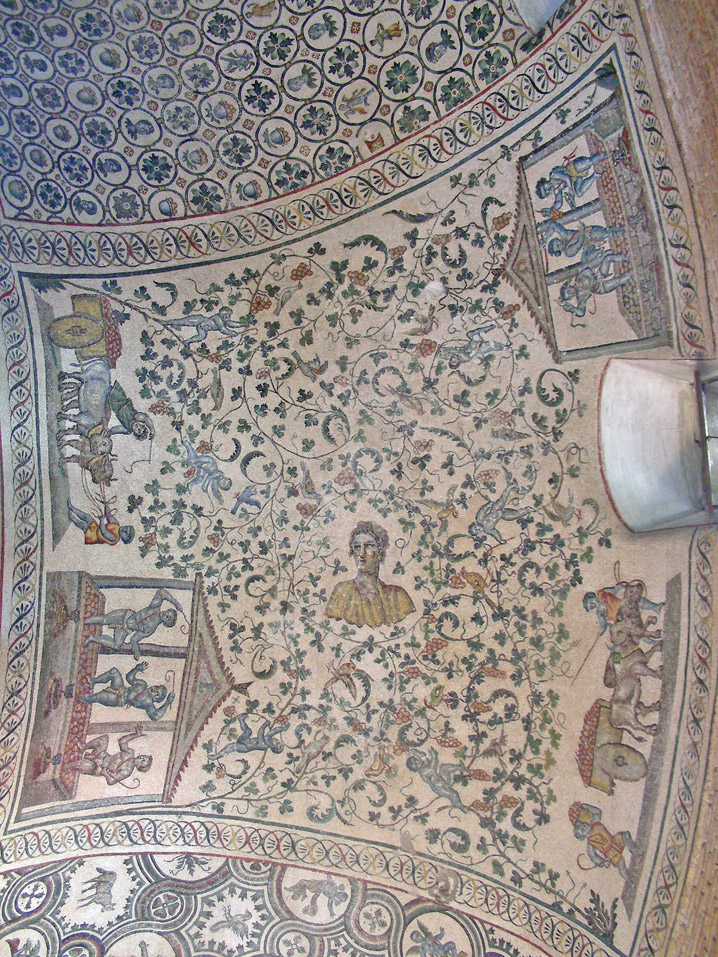
Mosaïque du déambulatoire, à entrelacs de vignes.
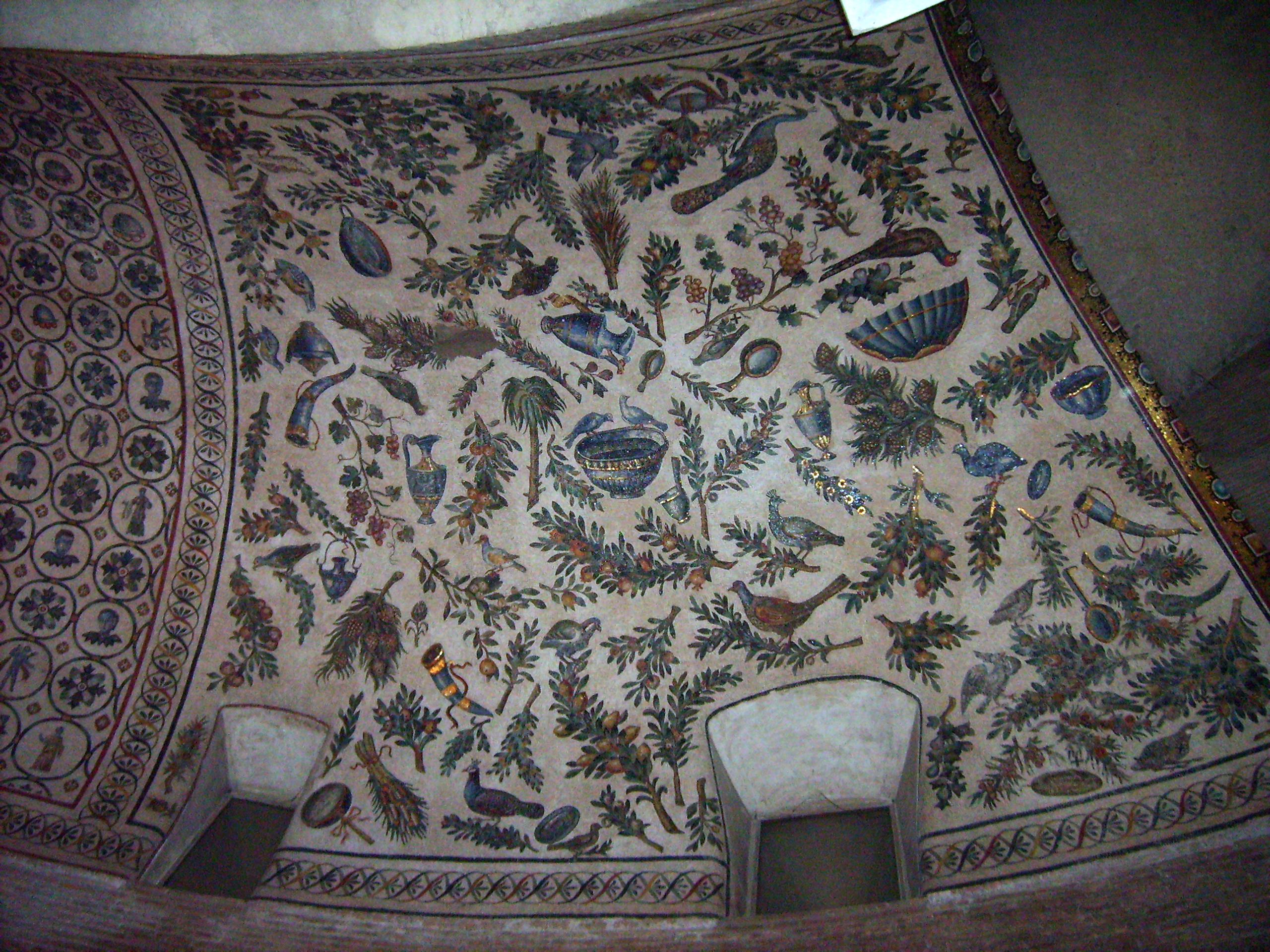
Mosaïque du déambulatoire, avec un peu de tesselles dorées.
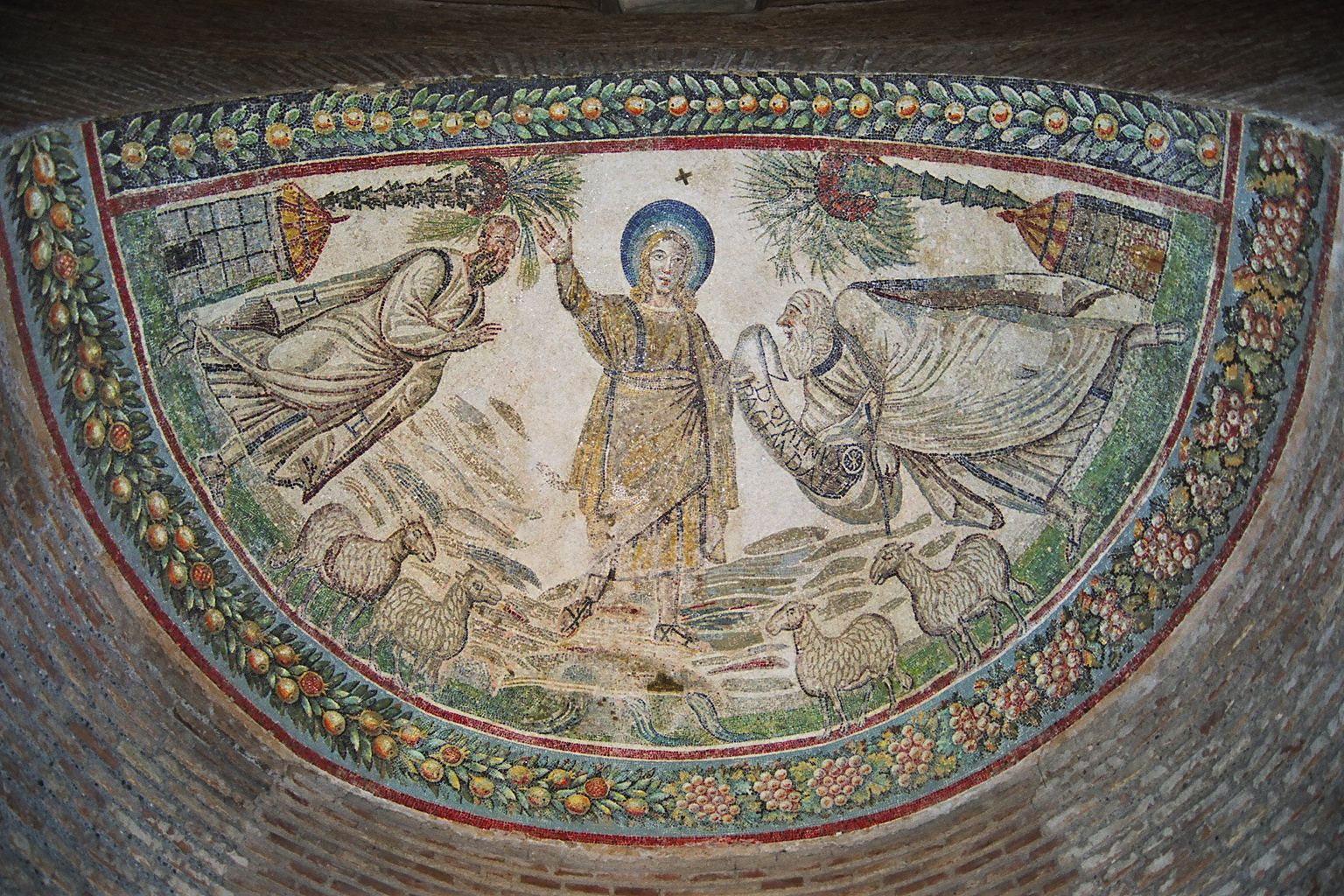
La Traditio Legis, mosaïque d'une absidiole.
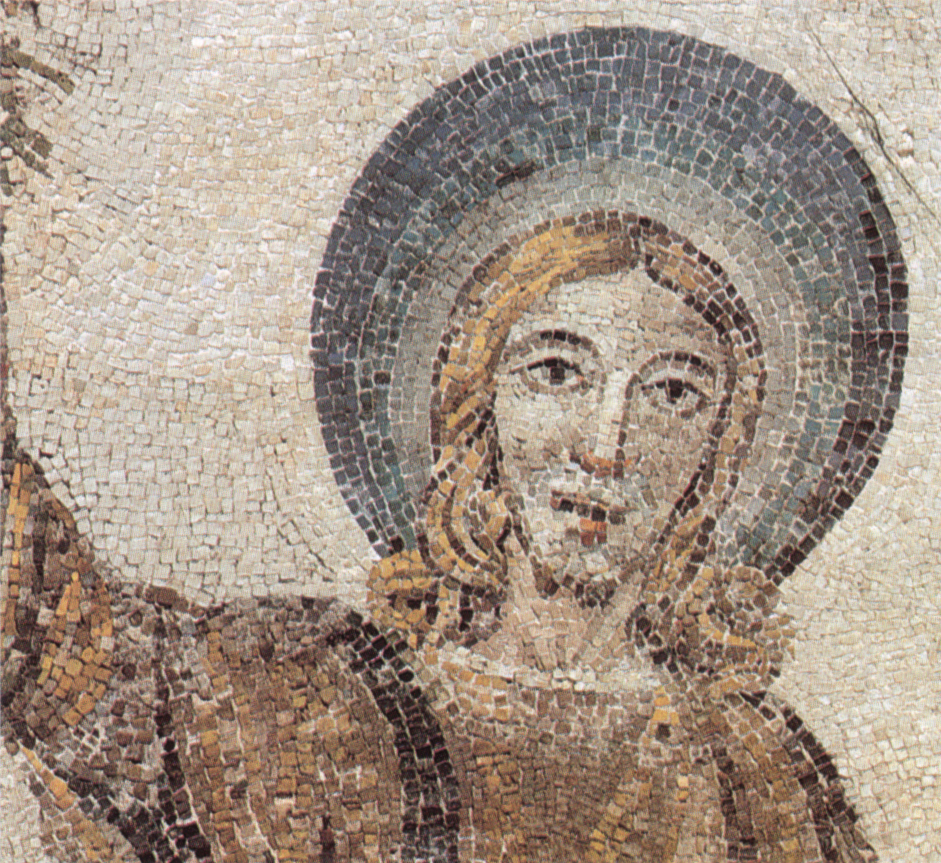
Détail : visage du Christ.
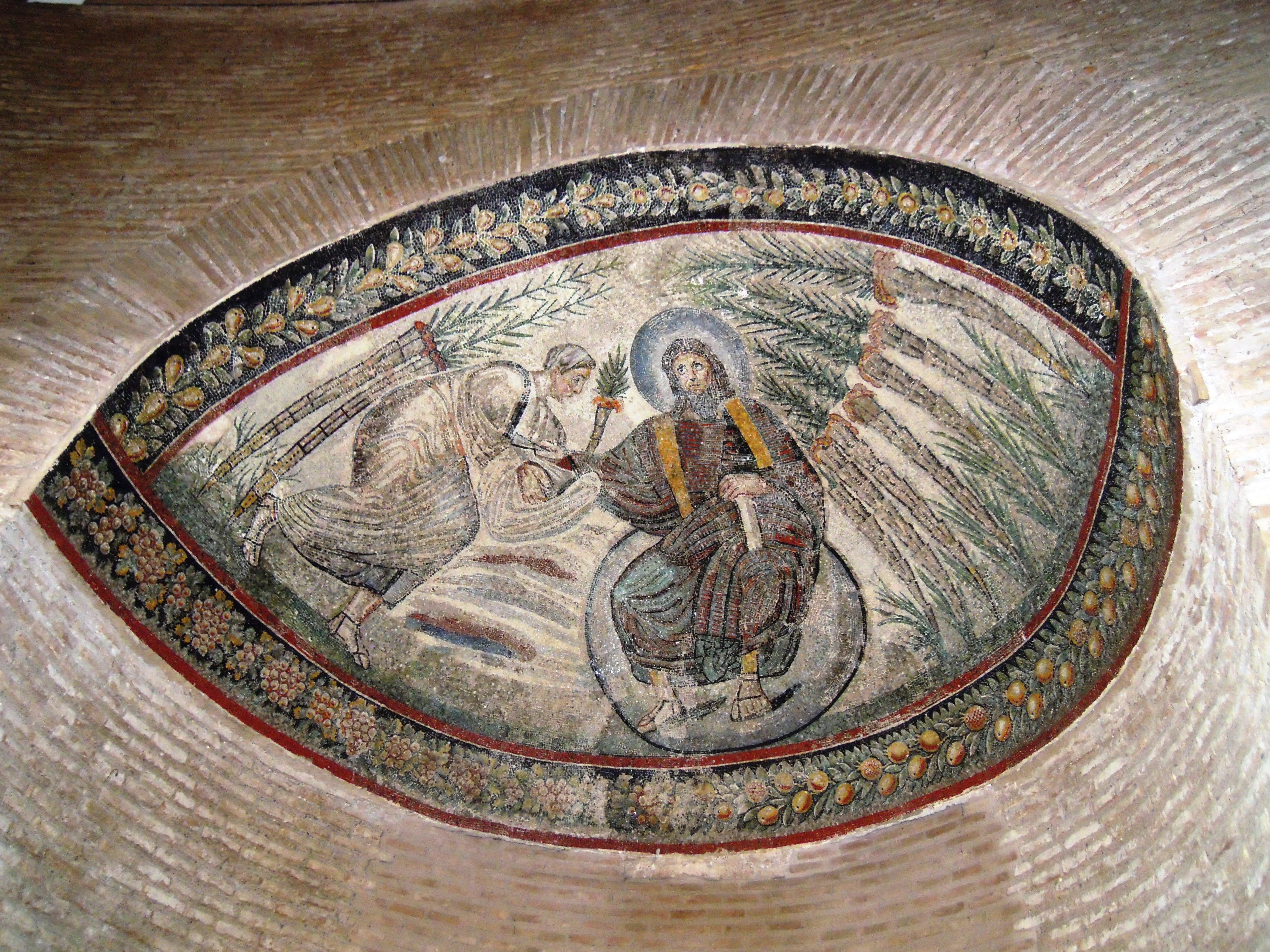
La Traditio clavium, absidiole.
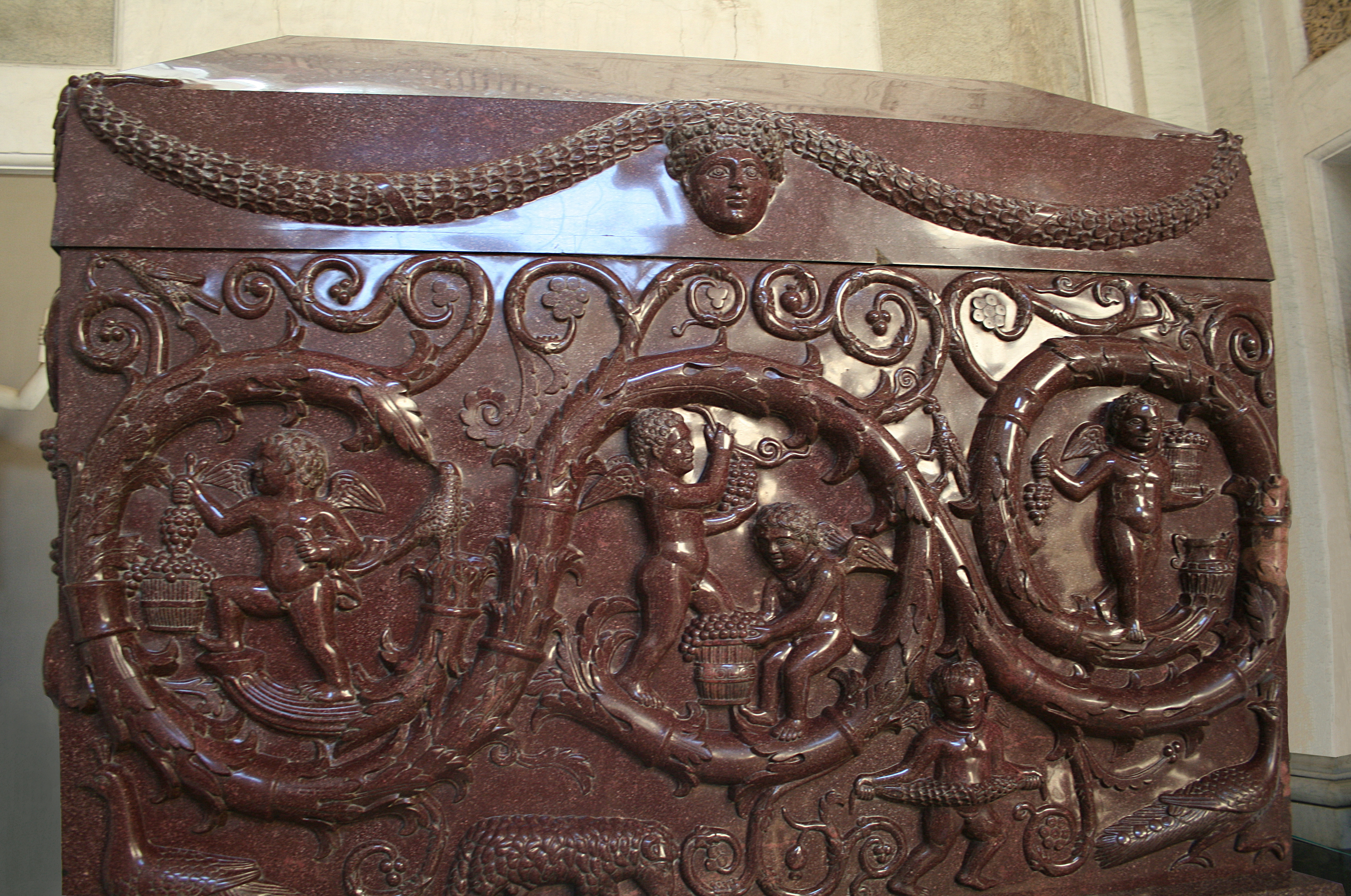
Le sarcophage de Constance, en porphyre rouge, aujourd'hui aux musées du Vatican.

### Littérature
- Blasen, Philippe Henri, "De sancta Agnete Romana e fontibus Latinis antiquissimis... Sainte Agnès de Rome dans les sources latines les plus anciennes jusqu'à Augustin d'Hippone", Acta Musei Napocensis 45-46 (2011): 253-281.